# Фиган, Рошон
Ро́шон Берна́рд Фи́ган (англ. Roshon Bernard Fegan; 6 октября 1991, Лос-Анджелес, Калифорния, США) — американский актёр, комик, рэпер, музыкальный продюсер, автор песен и композитор, танцор. Номинант на премию «Молодой актёр» (2011, 2012).

## Карьера
Рошон Фиган снимается в кино с 2004 года. Наиболее известен ролью Тая Блю из телесериала «Танцевальная лихорадка» (2010), за которую получил 2 номинации на премию «Молодой актёр» (2011, 2012).
Также Фиган является рэпером, музыкальным продюсером, автором песен, композитором и танцором.

## Фильмография
| Год       |    | Русское название                                           | Оригинальное название                        | Роль               |
| --------- | -- | ---------------------------------------------------------- | -------------------------------------------- | ------------------ |
| 2004      | ф  | Человек-паук 2                                             | Spider-Man 2                                 | поражённый ребёнок |
| 2006      | с  | Детектив Монк                                              | Monk                                         | третий мальчик     |
| 2008      | ф  | Школа выживания                                            | Drillbit Taylor                              | случайный ребёнок  |
| 2008      | тф | Camp Rock: Музыкальные каникулы                            | Camp Rock                                    | Сэндер             |
| 2008      | ф  | Бейби                                                      | Baby                                         | Робби в детстве    |
| 2010      | тф | Camp Rock 2: Отчётный концерт                              | Camp Rock 2: The Final Jam                   | Сэндер             |
| 2011      | с  | В ударе!                                                   | Kickin' It                                   | Дэн Бреннан        |
| 2010—2012 | с  | Танцевальная лихорадка                                     | Shake It Up!                                 | Тай Блю            |
| 2014      | ф  | Небольшое привидение: Вы знакомы с моим другом вурдалаком? | Mostly Ghostly: Have You Met My Ghoulfriend? | Ники               |